# Cervantite
La cervantite è un minerale appartenente al gruppo omonimo.